# Jenna Johnson (bailarina)
Jenna Michelle Johnson (Provo, Utah, 12 de abril de 1994) es una bailarina de salón y coreógrafa estadounidense. Es más conocida por haber sido concursante de So You Think You Can Dance, donde alcanzó formar parte de los 8 mejores. Fue bailarina del cuerpo de baile y es una actual bailarina profesional en Dancing with the Stars.

## Primeros años
Johnson nació y se crio en Provo, Utah, siendo la quinta de seis hijos. Ella tiene tres hermanos y dos hermanas. Comenzó a bailar a la edad de tres años, entrenando en diferentes estilos de baile como ballet, jazz, hip hop, bailes de salón y tap, entre muchos otros. Johnson ha sido cinco veces campeona nacional de los Estados Unidos, campeona nacional de danza juvenil 10 de Estados Unidos y tres veces ganadora nacional contemporánea. En 2012, representó a los Estados Unidos en el Campeonato Mundial de Baile Latino.

## Carrera

### So You Think You Can Dance
Johnson fue una concursante en la temporada 10 de So You Think You Can Dance. Primero hizo una audición para la temporada 10 en Memphis, Tennessee. Sus 2 hermanas mayores habían hecho una audición antes de ella, pero fueron eliminadas en Green Mile. Ella fue emparejada con el bailarín contemporáneo Tucker Knox. Johnson llegó al top 8. Su especialidad fue el baile latino de salón. Ella fue eliminada el 20 de agosto de 2013. En 2016, regresó a So You Think You Can Dance: The Next Generation, y ella fue una de las mentoras y coreógrafas. Ella compitió junto a Jake Monreal, y llegó a los 8 mejores antes de la eliminación el 1 de agosto de 2016. Ella regresó a la temporada 14 como una estrella invitada, asesorando a Kiki Nyemchek, y llegando a los 4 mejores.

### Dancing with the Stars
Johnson empezó siendo miembro del cuerpo de baile de Dancing with the Stars entre las temporadas 18 y 22. En agosto de 2016, fue promovida a profesional en la temporada 23 siendo emparejada con el actor Jake T. Austin, siendo la primera pareja eliminada el 20 de septiembre. Más tarde, debido a que Sharna Burgess sufrió una lesión en la rodilla, Johnson la reemplazó como pareja de baile de James Hinchcliffe en las semanas ocho y nueve, además de ser su compañera del baile en trío en la décima semana de competencia. Después de estar ausente durante la temporada 24, Johnson regresó en la temporada 25 como miembro del cuerpo de baile.
En 2018, se anunció que regresaría a ser una profesional en la temporada 26 donde fue emparejada con el patinador olímpico Adam Rippon; la pareja llegó a la final y ganó la competencia el 21 de mayo, convirtiendo a Johnson en una de los pocos bailarines del programa en ganar en su segunda temporada y en ganar después de haber sidos eliminados primeros en su temporada anterior. Luego de su victoria, tuvo como pareja para la temporada 27 a la estrella de telerrealidad Joe Amabile, con quien a pesar de recibir constantemente los puntajes más bajos, lograron llegar hasta la semifinal, siendo eliminados en una doble eliminación y quedando en el quinto puesto. Ese mismo año, Johnson formó parte de la serie derivada Dancing with the Stars: Juniors, donde fue la mentora del hijo de Bristol Palin, Tripp Johnston Palin y la bailarina Hailey Bills, quienes fueron los primeros eliminados en una doble eliminación, quedando en el undécimo puesto.
En 2019, tuvo como pareja para la temporada 28 al experto de Queer Eye y activista Karamo Brown, siendo eliminados en la séptima semana y ubicándose en el octavo puesto. Para la temporada 29 en 2020, fue emparejada con el presentador de Catfish y productor Nev Schulman, llegando hasta la final y terminando en el segundo puesto, detrás de los ganadores Kaitlyn Bristowe y Artem Chigvintsev. En la temporada 30 Johnson formó parte de la primera pareja del mismo sexo en la historia del programa, al ser emparejada con la personalidad de YouTube y cantante JoJo Siwa; ambas lograron llegar hasta la semana y finalizaron en el segundo puesto, detrás de los ganadores Iman Shumpert y Daniella Karagach. Después de una temporada ausente, Johnson regresó para la temporada 32, teniendo de pareja al modelo y actor Tyson Beckford; la pareja fue eliminada de la competencia en la tercera semana.
| Temporada                                        | Pareja         | Puesto | Promedio |
| ------------------------------------------------ | -------------- | ------ | -------- |
| 23                                               | Jake T. Austin | 13.º   | 17.25*   |
| 26                                               | Adam Rippon    | 1.º    | 27.67    |
| 27                                               | Joe Amabile    | 5.º    | 19.45    |
| 28                                               | Karamo Brown   | 8.º    | 21.00    |
| 29                                               | Nev Schulman   | 2.º    | 26.54    |
| 30                                               | JoJo Siwa      | 2.º    | 27.69*   |
| 32                                               | Tyson Beckford | 12.º   | 15.00    |
| 33                                               | Joey Graziadei | 1.º    | 26.79    |
| * Promedios ajustados a una escala de 30 puntos. |                |        |          |

- Temporada 23 con Jake T. Austin

| Semana | Baile / Canción                    | Puntajes de los jueces | Puntajes de los jueces | Puntajes de los jueces | Puntajes de los jueces | Resultado       |
| Semana | Baile / Canción                    | C. I.                  | L. G.                  | J. H.                  | B. T.                  | Resultado       |
| ------ | ---------------------------------- | ---------------------- | ---------------------- | ---------------------- | ---------------------- | --------------- |
| 1      | Jive / «Kiss You»                  | 5                      | 6                      | 5                      | 6                      | Sin eliminación |
| 2      | Chachachá / «Go, Diego, Go! Theme» | 6                      | 6                      | 6                      | 6                      | Eliminados      |

- Temporada 26 con Adam Rippon

| Semana                                                                                             | Baile / Canción                                | Puntajes de los jueces | Puntajes de los jueces | Puntajes de los jueces | Resultado |
| Semana                                                                                             | Baile / Canción                                | C. I.                  | L. G.                  | B. T.                  | Resultado |
| -------------------------------------------------------------------------------------------------- | ---------------------------------------------- | ---------------------- | ---------------------- | ---------------------- | --------- |
| 1                                                                                                  | Chachachá / «Sissy That Walk»                  | 8                      | 8                      | 8                      | Salvados  |
| 2                                                                                                  | Quickstep / «Make Way»                         | 9/91                   | 9                      | 10                     | Salvados  |
| 2                                                                                                  | Freestyle en equipo / «Instant Replay»         | 9/101                  | 9                      | 9                      | Salvados  |
| 3 (Semifinal)                                                                                      | Contemporáneo / «O»                            | 10/102                 | 9                      | 10                     | Salvados  |
| 3 (Semifinal)                                                                                      | Duelo de Jive / «Johnny B. Goode»              | 2 puntos extras        | 2 puntos extras        | 2 puntos extras        | Salvados  |
| 4 (Final)                                                                                          | Jazz / «Anything You Can Do (I Can Do Better)» | 10                     | 10                     | 10                     | Ganadores |
| 4 (Final)                                                                                          | Freestyle / «Scooby Doo Pa Pa»                 | 9                      | 9                      | 10                     | Ganadores |
| 1Puntaje dado por el juez invitado Rashad Jennings. 2Puntaje dado por el juez invitado David Ross. |                                                |                        |                        |                        |           |

- Temporada 27 con Joe Amabile

| Semana        | Baile / Canción                                        | Puntajes de los jueces | Puntajes de los jueces | Puntajes de los jueces | Resultado  |
| Semana        | Baile / Canción                                        | C. I.                  | L. G.                  | B. T.                  | Resultado  |
| ------------- | ------------------------------------------------------ | ---------------------- | ---------------------- | ---------------------- | ---------- |
| 1             | Quickstep / «Fish Out of Water»                        | 5                      | 4                      | 5                      | Salvados   |
| 2             | Foxtrot / «New York State of Mind»                     | 5                      | 6                      | 6                      | Salvados   |
| 2             | Jazz / «The Gambler»                                   | 6                      | 6                      | 6                      | Salvados   |
| 3             | Vals vienés / «You Are the Reason»                     | 6                      | 6                      | 6                      | Salvados   |
| 4             | Salsa en trío / «I'm Too Sexy»                         | 5                      | 5                      | 5                      | Salvados   |
| 5             | Jive / «Zero»                                          | 6                      | 5                      | 6                      | Salvados   |
| 6             | Tango argentino / «El Tango de Roxanne»                | 8                      | 7                      | 7                      | Salvados   |
| 7             | Tango / «Burning Man»                                  | 7                      | 7                      | 7                      | Salvados   |
| 7             | Freestyle en equipo / «Country Girl (Shake It for Me)» | 9                      | 8                      | 9                      | Salvados   |
| 8 (Semifinal) | Contemporáneo / «This Year's Love»                     | 8                      | 7                      | 7                      | Eliminados |
| 8 (Semifinal) | Quickstep / «Check it Out»                             | 8                      | 8                      | 8                      | Eliminados |

- Temporada 28 con Karamo Brown

| Semana                                          | Baile / Canción                        | Puntajes de los jueces | Puntajes de los jueces | Puntajes de los jueces | Resultado       |
| Semana                                          | Baile / Canción                        | C. I.                  | L. G.                  | B. T.                  | Resultado       |
| ----------------------------------------------- | -------------------------------------- | ---------------------- | ---------------------- | ---------------------- | --------------- |
| 1                                               | Salsa / «Juice»                        | 6                      | 5                      | 6                      | Sin eliminación |
| 2                                               | Quickstep / «Let's Go Crazy»           | 7                      | 5                      | 7                      | Salvados        |
| 3                                               | Jive / «I'm Still Standing»            | 5                      | 5                      | 6                      | Salvados        |
| 4                                               | Tango / «Old Town Road»                | 7/71                   | 7                      | 7                      | Dos últimos     |
| 5                                               | Samba / «I Just Can't Wait to Be King» | 7                      | 7                      | 7                      | Sin eliminación |
| 6                                               | Contemporáneo / «Someone You Loved»    | 9                      | 8                      | 8                      | Salvados        |
| 7                                               | Pasodoble / «Survivor»                 | 9                      | 8                      | 8                      | Eliminados      |
| 7                                               | Freestyle en equipo / «Sweet Dreams»   | 8                      | 8                      | 8                      | Eliminados      |
| 1Puntaje dado por la juez invitada Leah Remini. |                                        |                        |                        |                        |                 |

- Temporada 29 con Nev Schulman

| Semana         | Baile / Canción                                | Puntajes de los jueces | Puntajes de los jueces | Puntajes de los jueces | Resultado       |
| Semana         | Baile / Canción                                | C. I.                  | D. H.                  | B. T.                  | Resultado       |
| -------------- | ---------------------------------------------- | ---------------------- | ---------------------- | ---------------------- | --------------- |
| 1              | Foxtrot / «The Way You Look Tonight»           | 7                      | 7                      | 6                      | Sin eliminación |
| 2              | Chachachá / «Dynamite»                         | 7                      | 7                      | 7                      | Salvados        |
| 3              | Tango argentino / «Angelica»                   | 8                      | 8                      | 8                      | Salvados        |
| 4              | Rumba / «Because You Loved Me»                 | 8                      | 8                      | 8                      | Salvados        |
| 5              | Quickstep / «Take on Me»                       | 8                      | 9                      | 9                      | Salvados        |
| 6              | Jazz / «Good Vibrations»                       | 9                      | 9                      | 8                      | Salvados        |
| 7              | Pasodoble / «Swan Lake Remix»                  | 10                     | 10                     | 10                     | Salvados        |
| 8              | Vals vienés / «Stuck with U»                   | 9                      | 9                      | 9                      | Salvados        |
| 8              | Relevo de Chachachá / «Rain on Me»             | 3 puntos extras        | 3 puntos extras        | 3 puntos extras        | Salvados        |
| 9              | Jive / «Saturday Night's Alright for Fighting» | 9                      | 9                      | 9                      | Salvados        |
| 10 (Semifinal) | Foxtrot / «Sign of the Times»                  | 10                     | 10                     | 10                     | Salvados        |
| 10 (Semifinal) | Contemporáneo / «If the World Was Ending»      | 10                     | 10                     | 10                     | Salvados        |
| 11 (Final)     | Pasodoble / «Swan Lake Remix»                  | 10                     | 10                     | 10                     | Segundo puesto  |
| 11 (Final)     | Freestyle / «Singin' in the Rain»              | 10                     | 10                     | 10                     | Segundo puesto  |

- Temporada 30 con JoJo Siwa

| Semana                                                                     | Baile / Canción                                    | Puntajes de los jueces | Puntajes de los jueces | Puntajes de los jueces | Puntajes de los jueces | Resultado       |
| Semana                                                                     | Baile / Canción                                    | C. I.                  | L. G.                  | D. H.                  | B. T.                  | Resultado       |
| -------------------------------------------------------------------------- | -------------------------------------------------- | ---------------------- | ---------------------- | ---------------------- | ---------------------- | --------------- |
| 1                                                                          | Quickstep / «Are You Gonna Be My Girl»             | 8                      | 7                      | 7                      | 7                      | Sin eliminación |
| 2                                                                          | Chachachá / «Rain on Me»                           | 8                      | 8                      | 7                      | 8                      | Salvadas        |
| 3                                                                          | Tango argentino / «...Baby One More Time»          | 8                      | 8                      | —                      | 8                      | Salvadas        |
| 4                                                                          | Vals vienés / «A Dream Is a Wish Your Heart Makes» | 9                      | 8                      | 9                      | 9                      | Salvadas        |
| 4                                                                          | Pasodoble / «Ways to Be Wicked»                    | 8                      | 9                      | 9                      | 9                      | Salvadas        |
| 5                                                                          | Foxtrot / «Look at Me, I'm Sandra Dee (Reprise)»   | 10                     | 10                     | 10                     | 10                     | Salvadas        |
| 6                                                                          | Jazz / «Anything Goes»                             | 10                     | 10                     | 10                     | 10                     | Salvadas        |
| 7                                                                          | Tango / «Body Language»                            | 10                     | 9                      | 10                     | 10                     | Dos últimas     |
| 7                                                                          | Relevo de Foxtrot / «Under Pressure»               | Sin puntos extras      | Sin puntos extras      | Sin puntos extras      | Sin puntos extras      | Dos últimas     |
| 8                                                                          | Salsa / «Feedback»                                 | 10                     | 9                      | 10                     | 10                     | Salvadas        |
| 8                                                                          | Duelo de Rumba / «That's the Way Love Goes»        | 2 puntos extras        | 2 puntos extras        | 2 puntos extras        | 2 puntos extras        | Salvadas        |
| 9 (Semifinal)                                                              | Tango argentino / «Santa Maria (Del Buen Ayre)»    | 10                     | 10                     | 10                     | 10                     | Salvadas        |
| 9 (Semifinal)                                                              | Contemporáneo / «Before You Go (Piano version)»    | 10                     | 10                     | 10                     | 10                     | Salvadas        |
| 10 (Final)                                                                 | Fusión de Tango & Chachachá / «I Love It»          | 10                     | 10                     | 101                    | 10                     | Segundo puesto  |
| 10 (Final)                                                                 | Freestyle / «Born This Way»                        | 10                     | 10                     | 101                    | 10                     | Segundo puesto  |
| 1Puntaje dado por la juez invitada Julianne Hough en lugar de Derek Hough. |                                                    |                        |                        |                        |                        |                 |

- Temporada 32 con Tyson Beckford

| Semana | Baile / Canción                      | Puntajes de los jueces | Puntajes de los jueces | Puntajes de los jueces | Resultado  |
| Semana | Baile / Canción                      | C. I.                  | D. H.                  | B. T.                  | Resultado  |
| ------ | ------------------------------------ | ---------------------- | ---------------------- | ---------------------- | ---------- |
| 1      | Chachachá / «Never Too Much»         | 4                      | 4                      | 4                      | Salvados   |
| 2      | Salsa / «Aguanile»                   | 6                      | 6                      | 6                      | Salvados   |
| 3      | Foxtrot / «Master Blaster (Jammin')» | 5                      | 5                      | 5                      | Eliminados |

## Vida personal
En 2015, comenzó una relación intermitente con su compañero de DWTS, Valentin Chmerkovskiy. En 2017, Chmerkovskiy confirmó que él y Johnson estaban saliendo nuevamente. El 14 de junio de 2018, la pareja compartió su compromiso en Instagram. Se casaron el 13 de abril de 2019. En julio de 2022 anunciaron que estaban esperando su primer hijo. El 10 de enero de 2023 dio a luz a su hijo.